# Dom Drzewiarza w Augustowie
Dom Drzewiarza – drewniany budynek w stylu zakopiańskim w Augustowie.
Budynek mieści się przy ul. Tartacznej 19 w dzielnicy Lipowiec obok Szkoły Podstawowej nr 6 w pobliżu Jeziora Białego. Budynek oraz mieszczące się w nim instytucje kulturalne występowały pod zmieniającymi się nazwami: Dom Drzewiarza, Klub Kultury Robotniczej, Dom Kultury Robotniczej, Klub „Tartak”
Obiekt został oddany do użytku w 1937 jako świetlica na osiedlu robotniczym przy tartaku. Zbudowano go z drewna w stylu zakopiańskim, podobnie jak inne budynki osiedla i administracji tartaku, powstające na Lipowcu w latach 20. i 30. XX w. Styl ten był ówcześnie traktowany jako polski styl narodowy. Dodatkowo spadziste dachy sprawdzały się w mroźnym i śnieżnym klimacie Suwalszczyzny, zaś tartak dostarczał łatwo dostępne drewno z pobliskiej Puszczy Augustowskiej.
Po II wojnie światowej w budynku mieścił się ośrodek kultury, w którym działały m.in. biblioteka, zespół mandolinistów, sekcje sportowe, kółko fotograficzne. Organizowano akademie, spotkania, choinki, bale sylwestrowe i karnawałowe. Do 1959 w jednym ze skrzydeł budynku działała Szkoła Podstawowa na Lipowcu (obecnie Szkoła Podstawowa nr 6). W obiekcie funkcjonowała też przychodnia zdrowia z gabinetem stomatologicznym. W latach 80. XX w. w budynku mieściła się filia Miejskiego Domu Kultury. Po likwidacji zakładów drzewnych budynek zaczął popadać w ruinę. W 2012 obiekt został sprzedany Fundacji „Cordis”.

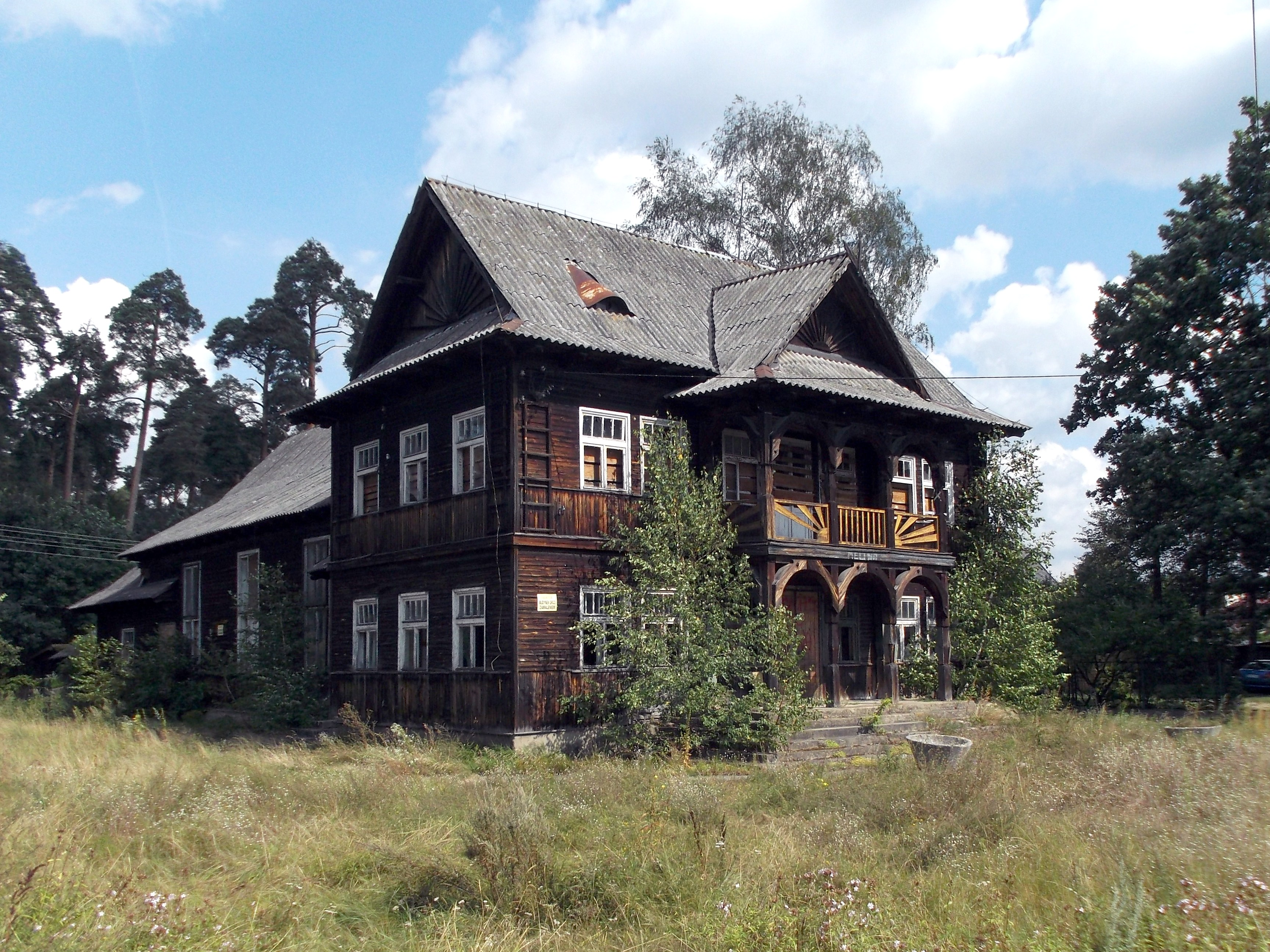
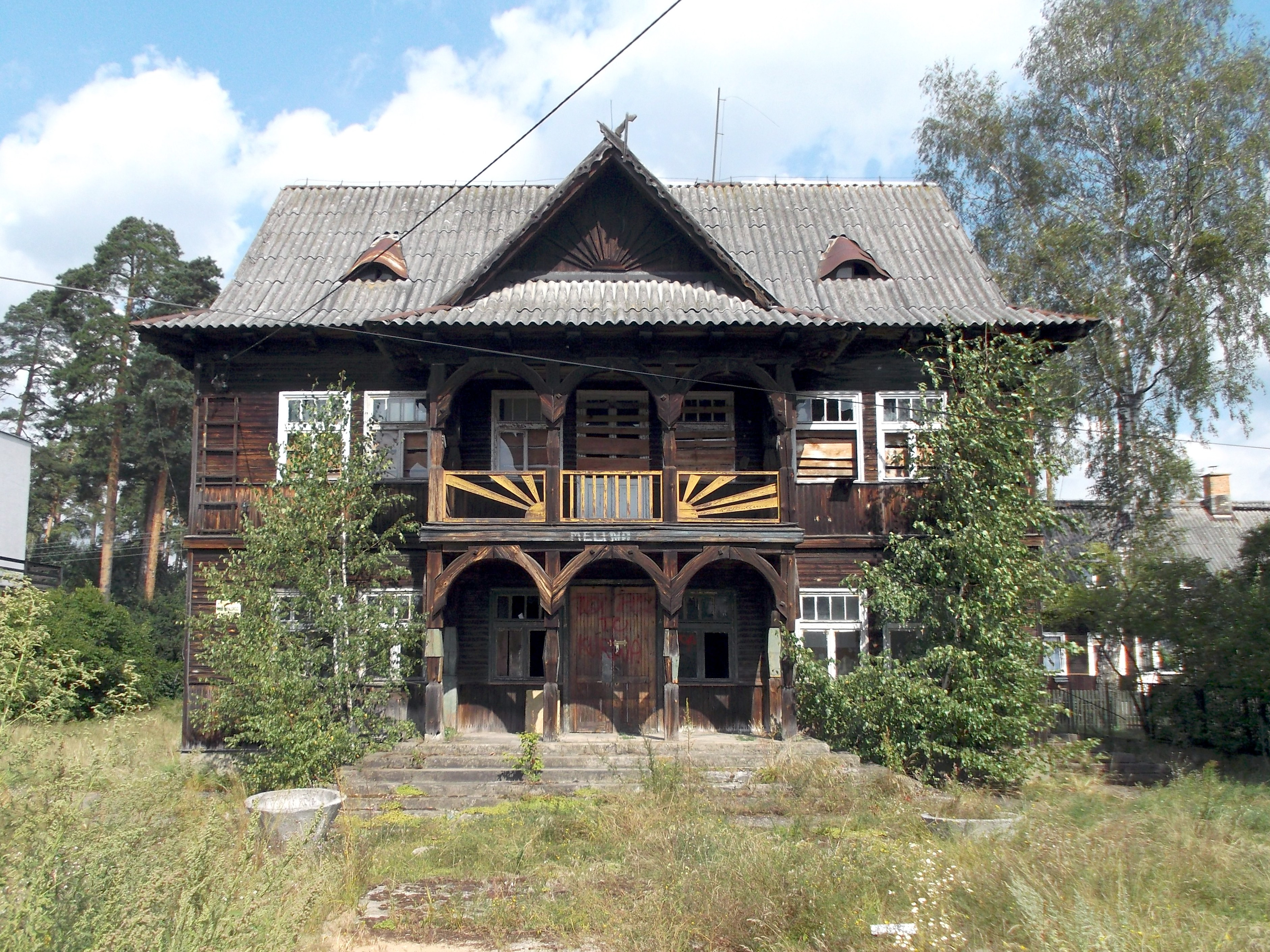
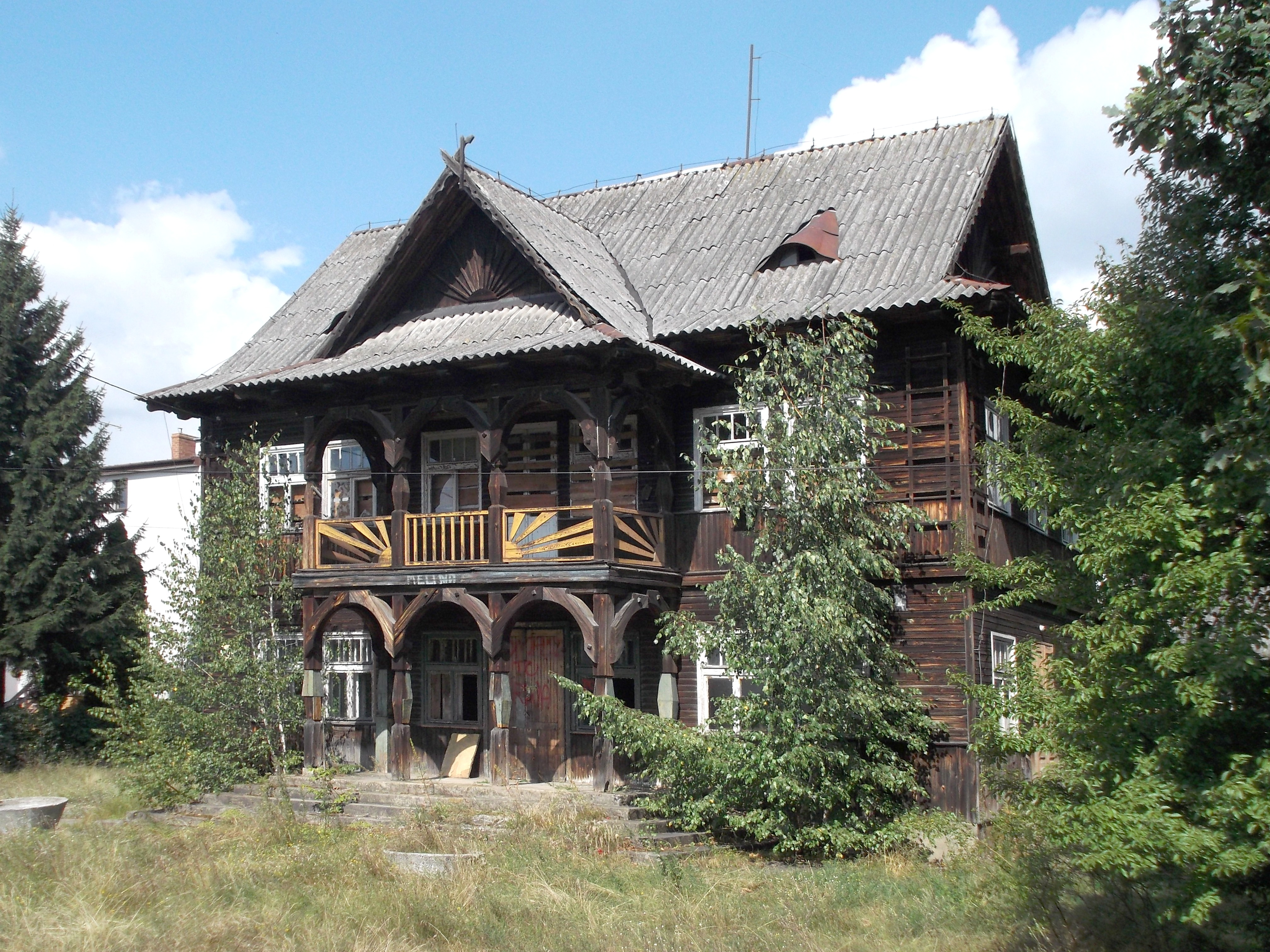